# Newton St Loe Castle
Newton St Loe Castle var en befæstet herregård fra middelalderen i landsbyen Newton St Loe, Somerset, England. Dele af den er fortsat bevaret; et keep fra 1300-tallet og en portbygning fra 1400-tallet, der begge er listed buildings af første grad.